# Univers étendu de Star Wars

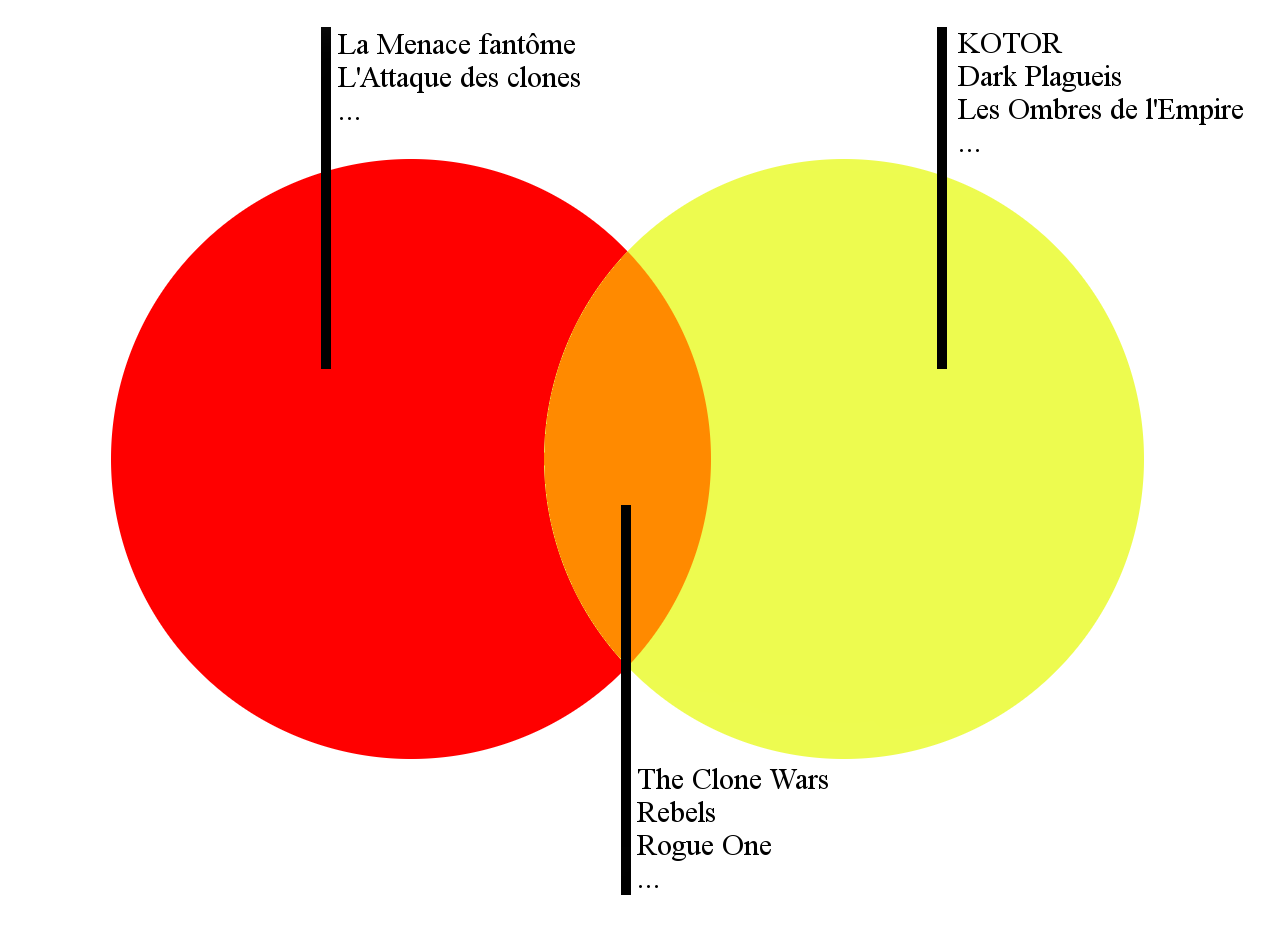
Univers officiel : rouge et orange
Univers étendu : orange et jaune
Univers Légendes : jaune

L'univers étendu de Star Wars désigne toutes les œuvres qui reprennent l'univers créé par George Lucas pour les films de la saga homonyme. Toute œuvre créée avant le 25 avril 2014, qu'importe son emplacement dans la chronologie, est considérée comme « non-canon », c'est-à-dire qu'elle n'est plus considérée comme officielle, permettant ainsi à la nouvelle trilogie et aux nouveaux projets d'être indépendants ; seuls les films sortis au cinéma (comprenant les trois trilogies, et les films dérivés), ainsi que les séries d'animation Star Wars: The Clone Wars et Star Wars Rebels restent « canon », ainsi que tous les ouvrages publiés après août 2014. Le reste de l'univers étendu est ensuite appelé par Lucasfilm « Star Wars Légendes » pour le distinguer du canon principal.
Les lignes en bleu indiquent que l’œuvre fait partie du canon principal, sinon elle fait partie de l'univers Légendes.

## Films dérivés
| Année | Titre                     | Réalisateur(s) | Notes |
| ----- | ------------------------- | -------------- | --- |
| 2008  | Star Wars: The Clone Wars | Dave Filoni    | Ce film d'animation se déroule entre L'Attaque des clones et La Revanche des Sith. Il sert de pilote à la série du même nom.                  |
| 2016  | Rogue One                 | Gareth Edwards | Ce film se déroule entre La Revanche des Sith et Un nouvel espoir. Il raconte le vol des plans de l'Étoile de la mort par l'Alliance rebelle. |
| 2018  | Solo                      | Ron Howard     | Ce film est centré sur le personnage de Han Solo.                                                                                             |

Il existe en plus des films précédemment cités de nombreux films amateurs mais aucun de ceux-là n'est canon.

## Séries télévisées et téléfilms

### Disponibles
| Année | Format          | Titre                                     | Créateur(s)                                                          | Notes |
| ----- | --------------- | ----------------------------------------- | -------------------------------------------------------------------- | --- |
| 1978  | Téléfilm        | Au temps de la guerre des étoiles         | Steve Binder                                                         | Ce téléfilm fut diffusé à la télévision américaine et canadienne un an après la sortie d'Un nouvel espoir. Son histoire se situerait, dans la chronologie de la série, entre les épisodes IV et V. N'ayant pas supervisé la réalisation, George Lucas découvre un programme qu'il juge tout à fait ridicule, et obtient que ce dernier ne soit plus jamais diffusé. Ce sera bien le cas, les seules versions disponibles de nos jours le sont sous forme pirate et proviennent d'enregistrements magnétoscopés à l'époque. |
| 1984  | Téléfilm        | L'Aventure des Ewoks                      | John Korty                                                           | Ce téléfilm se déroule entre L'Empire contre-attaque et Le Retour du Jedi. Il raconte l'histoire de la famille Towani, dont le vaisseau s'écrase sur la lune d'Endor. Les parents, Jermitt et Catarine, sont capturés par le géant Gorax tandis que les enfants, Mace et Cindel sont récupérés par les Ewoks. Mace et Cindel partent à la recherche de leurs parents avec l'aide des Ewoks… |
| 1985  | Série télévisée | Droïdes : Les Aventures de R2-D2 et C-3PO | George Lucas et Ken Stephenson                                       | Cette série animée se déroule entre La Revanche des Sith et Un nouvel espoir. |
| 1985  | Série télévisée | Ewoks                                     | George Lucas, Raymond Jafelice, Dale Schott, Bob Carrau et Paul Dini | Cette série animée se déroule avant les événements du Retour du Jedi et des téléfilms L'Aventure des Ewoks et sa suite La Bataille d'Endor. |
| 1985  | Téléfilm        | La Bataille d'Endor                       | Ken et Jim Wheat                                                     | Ce téléfilm est la suite de L'Aventure des Ewoks, l'histoire se déroule quelques semaines après le téléfilm précédent. Toute la famille Towani, à l'exception de Cindel, est tuée par des barbares qui recherchent de la puissance. Cindel et Wicket s'échappent des barbares qui les avaient capturés et font la connaissance de Noa, un explorateur qui s'est écrasé sur Endor il y a fort longtemps. Tous ensemble, ils vont essayer de quitter Endor…                                                                  |
| 2003  | Série télévisée | Star Wars: Clone Wars                     | Genndy Tartakovsky, Henry Gilroy et George Lucas                     | Cette série animée se déroule entre L'Attaque des clones et La Revanche des Sith. |
| 2008  | Série télévisée | Star Wars: The Clone Wars                 | George Lucas et Dave Filoni                                          | Cette série animée se déroule entre L'Attaque des clones et La Revanche des Sith, elle est la suite directe du film du même nom. |
| 2013  | Série télévisée | Lego Star Wars : Les Chroniques de Yoda   | Michael Hegner                                                       | Cette série animée se déroule entre L'Attaque des clones et La Revanche des Sith. |
| 2014  | Série télévisée | Star Wars Rebels                          | Simon Kinberg, Dave Filoni et Carrie Beck                            | Cette série animée se déroule entre La Revanche des Sith et Un nouvel espoir. |
| 2015  | Série télévisée | Lego Star Wars : Les Contes des Droïdes   | Michael Hegner et Martin Skov                                        | Cette série animée se déroulant après Le Retour du Jedi, montre l'ensemble de la saga Star Wars (de l'épisode I à VI) à travers le point de vue de C-3PO et R2-D2. |
| 2016  | Série télévisée | Star Wars : Les Aventures des Freemaker   | Bill Motz et Bob Roth                                                | Cette série animée se déroule entre L'Empire contre-attaque et Le Retour du Jedi. |
| 2017  | Série télévisée | Star Wars : Forces du destin              | Brad Rau                                                             | Cette série animée met en avant toutes les héroïnes de la saga. |
| 2018  | Série télévisée | Star Wars Resistance                      | Dave Filoni                                                          | Cette série animée se déroule quelques mois avant Le Réveil de la Force. |
| 2019  | Série télévisée | The Mandalorian                           | Jon Favreau                                                          | Cette série se déroule entre Le Retour du Jedi et Le Réveil de la Force. |
| 2021  | Série télévisée | Star Wars: The Bad Batch                  | Dave Filoni                                                          | Cette suite et série dérivée de la série Star Wars: The Clone Wars se déroule entre La Revanche des Sith et Un Nouvel Espoir. |
| 2021  | Série télévisée | Star Wars: Visions                        | NC                                                                   | Cette série animée revisite la saga. |
| 2021  | Série télévisée | Le Livre de Boba Fett                     | Jon Favreau                                                          | Cette série spin-off et suite des deux premières saisons de la série télévisée The Mandalorian centrée sur Boba Fett se déroule entre Le Retour du Jedi et Le Réveil de la Force. |
| 2022  | Série télévisée | Obi-Wan Kenobi                            | Deborah Chow                                                         | Cette série se déroule entre La Revanche des Sith et Un Nouvel Espoir. |
| 2022  | Série télévisée | Andor                                     | Tony Gilroy                                                          | Cette série se déroule entre La Revanche des Sith et Un Nouvel Espoir. Elle est une préquelle au film Rogue One. |
| 2022  | Série télévisée | Tales of the Jedi                         | Dave Filoni et Charles Murray                                        | Cette série se concentre sur le passé de certains Jedi de la prélogie. |
| 2023  | Série télévisée | Ahsoka                                    | Jon Favreau et Dave Filoni                                           | Cette série dérivée de The Mandalorian centrée sur le personnage d'Ahsoka Tano se déroule entre Le Retour du Jedi et Le Réveil de la Force. |
| 2024  | Série télévisée | The Acolyte                               | Leslye Headland                                                      | |
| 2025  | Série télévisée | Skeleton Crew                             | Daniel Kwan, Daniel Scheinert et David Lowery                        | La série est confirmée durant le Star Wars Celebration 2023, pour l'année 2023. |

## Jeux

### Jeux vidéo
À cause du très grand nombre de jeux vidéo Star Wars, ne sont présentés ici que ceux apportant quelque chose à l'univers étendu.
| Année | Genre                 | Titre                                 | Notes |
| ----- | --------------------- | ------------------------------------- | --- |
| 1993  | Rail shooter          | série des Rebel Assault               | La série se compose de deux jeux : Star Wars: Rebel Assault (1993) et Star Wars: Rebel Assault 2 - The Hidden Empire (1995). Le joueur incarne un jeune pilote vivant sur Tatooine. |
| 1993  | Combat spatial        | série des X-Wing                      | La série se compose de quatre jeux : Star Wars: X-Wing (1993), Star Wars: TIE Fighter (1994), Star Wars: X-Wing vs. TIE Fighter (1997), et Star Wars: X-Wing Alliance (1999). L'histoire du jeu se déroule en même temps que le film Un nouvel espoir, le joueur y incarne un pilote de la rébellion. |
| 1995  | FPS                   | série des Jedi Knight                 | La série se compose de quatre jeux : Star Wars: Dark Forces (1995), Star Wars: Jedi Knight - Dark Forces 2 (1998), Star Wars Jedi Knight 2: Jedi Outcast (2002), et Star Wars Jedi Knight: Jedi Academy (2003). Le joueur y incarne un mercenaire qui reçut comme mission de voler les plans de la première Étoile de la mort pour le compte de l'Alliance rebelle, et de mettre un terme projet Dark Trooper. Ce même personnage devient ensuite un Jedi. |
| 1996  | Action                | Star Wars: Shadows of the Empire      | Ce jeu est une adaptation du livre Les Ombres de l'Empire, dont l'action se déroule entre L'Empire contre-attaque et Le Retour du Jedi. |
| 1998  | 4X, RTS               | Star Wars: Rebellion                  | L'action du jeu se déroule juste après la bataille de Yavin. |
| 1998  | Combat aérien         | série des Rogue Squadron              | La série se compose de trois jeux : Star Wars: Rogue Squadron (1998), Star Wars: Rogue Squadron 2 - Rogue Leader (2001), et Star Wars: Rogue Squadron 3 - Rebel Strike (2003). Le jeu raconte les aventures de l'escadron Rogue. |
| 2000  | RTS                   | Star Wars: Force Commander            | Le joueur incarne deux recrues impériales. |
| 2001  | RTS                   | Star Wars: Galactic Battlegrounds     | Le joueur peut participer à plusieurs campagnes, l'actions de ces dernières peuvent être inspirées des films, mais aussi être inédites. |
| 2003  | MMORPG                | Star Wars Galaxies                    | L'action du jeu se déroule entre Un nouvel espoir et L'Empire contre-attaque. |
| 2003  | RPG                   | série des Knights of the Old Republic | La série se compose de deux jeux : Star Wars: Knights of the Old Republic (2003), et Star Wars: Knights of the Old Republic 2 - The Sith Lords (2005). Dans le premier volet, le joueur incarne Revan à la recherche de la Forge stellaire. Dans le second volet, le joueur incarne Meetra Surik, une Jedi exilée par le conseil qui doit sauver l'ordre.                                                                                                  |
| 2004  | FPS, TPS              | Star Wars: Battlefront                | Dans la campagne, le joueur incarne un soldat clone, puis un stormtrooper combattant sur des mondes visibles dans les films, et dans l'univers Légendes. |
| 2005  | FPS                   | Star Wars: Republic Commando          | Le joueur incarne un soldat clone, chef de l'escouade Delta. |
| 2005  | Action, FPS, TPS      | Star Wars: Battlefront II             | Dans la campagne, le joueur incarne un soldat clone, puis un stormtrooper de la 501e. |
| 2006  | RTS                   | Star Wars: Empire at War              | L'action du jeu débute au cours d'Un nouvel espoir et se poursuit au-delà des évènements du Retour du Jedi. |
| 2008  | Action, beat them all | série des Pouvoir de la Force         | La série se compose de deux jeux : Star Wars : Le Pouvoir de la Force (2008), et Star Wars : Le Pouvoir de la Force 2 (2010). Le joueur y incarne l'apprenti secret de Dark Vador. |
| 2011  | MMORPG                | Star Wars: The Old Republic           | Ce jeu est la suite de la série des Knights of the Old Republic, dont l'action se déroule 300 ans après. |
| 2019  | Action-aventure       | Star Wars Jedi: Fallen Order          | Ce jeu suit les aventures de l'apprenti Jedi Cal Kestis qui a survécu à la grande purge Jedi. L'action se déroule 5 ans après l'épisode III. |
| 2020  | Combat spatial        | Star Wars: Squadrons                  | Ce jeu suit les aventures d'un escadron de la Nouvelle République qui combat les restes de l'Empire galactique après la mort de l'Empereur dans l'épisode VI. |
| 2023  | Action-aventure       | Star Wars Jedi: Survivor              | Ce jeu est la suite de la série des Star Wars Jedi. L'action se déroule cinq ans après les évènements de Star Wars Jedi: Fallen Order. |

### Jeux de rôle
| Année | Titre         | Notes |
| ----- | ------------- | --- |
| 1987  | Star Wars D6  | Le jeu s'appelait à sa sortie Star Wars — La Guerre des étoiles.                                                    |
| 2000  | Star Wars D20 | Une édition révisée sortit en 2002, et une seconde édition vit le jour en 2007.                                     |
| 2012  | Star Wars FFG | Le jeu se divise en trois gammes : Edge of the Empire (2012), Age of Rebellion (2014), et Force and Destiny (2015). |

### Figurines et maquettes
- Star Wars Miniatures Battles (1991)

Gamme de figurines à une seule échelle de West End Games pour le jeu de figurines Star Wars Miniatures Battles et pour le jeu de rôle.
- Star Wars Miniatures (2004)
  - Clone Strike : figurines pour les épisodes I et II
  - Rebel Storm : figurines pour les films de la première trilogie
  - Revenge of the Sith : figurines pour l'épisode III
  - Universe : figurines intégrant le grand Amiral Thrawn, le Prince Xizor et des figurines de grande taille (AT-ST, Rancor...).

Gamme de figurines à une seule échelle de Wizards of the Coast

### Jeux de cartes à collectionner
- Star Wars (1995) : jeu de cartes autour de l'univers de Star Wars, édité par Decipher, Inc.
- Star Wars (2002) : nouvelle édition reprenant l'intégralité de la saga, éditée par Wizards of the Coast. Cette série comporte 9 extensions.

## Attractions
La Walt Disney Company a signé un contrat avec George Lucas pour concevoir une attraction basée sur l'univers de Star Wars : Star Tours.
Le 12 septembre 2009 Jay Rasulo a annoncé l'ouverture d'un attraction Star Tours II en 2011 à Disneyland en Californie et aux Disney's Hollywood Studios de Floride. Le 13 août 2010, Disney publie une vidéo de Star Tours II sur son blog officiel et dans les files d'attente de attractions américaines. Le 19 janvier 2011, Disney annonce l'ouverture de Star Tours II aux Disney's Hollywood Studios pour le 20 mai 2011. Le 28 février 2011, Disney confirme la date du 20 mai pour le parc de Floride, annonce la date précise pour le parc californien au 3 juin, et que l'attraction développée depuis 2005 est renommée Star Tours: The Adventures Continue. Le 16 novembre 2011, OLC annonce la fermeture de Star Tours à Tokyo Disneyland pour le 2 avril 2012 et l'ouverture de Star Tours II au printemps 2013.
Le 12 septembre 2014, Disney annonce un projet de nouvelles attractions Star Wars à Disneyland Paris.

## Star Wars Légendes
L'univers non officiel de Star Wars, appelé « Star Wars Légendes » ou « univers Légendes » par opposition à l'univers officiel, rassemble l'ensemble des histoires, lieux et personnages qui ne sont pas reconnus comme « canons » par la société propriétaire de la franchise : Lucasfilm.
À partir des années 1980, de nombreuses œuvres dérivées de la saga cinématographique de Lucas sont publiées. Elles racontent les évènements se déroulant entre les films, plusieurs millénaires avant ou quelques années ou siècles après.
À la suite du rachat de Lucasfilm par Disney, toutes les œuvres créées avant août 2014 (autre que les films, et la série animée The Clone Wars) sont déclarées comme ne faisant pas partie du canon officiel, et sont publiées sous l'appellation « Star Wars Légendes ».